# 瓦勒鲁瓦 (上马恩省)
瓦勒鲁瓦（法語：Valleroy，法語發音：[valʁwa]）是法国上马恩省的一个市镇，属于朗格勒区。

## 地理
瓦勒鲁瓦（47°41'56"N, 5°39'29"E）面积3.43 平方千米，位于法国大東部大區上马恩省，该省份为法国东北部内陆省份，北起马恩省和默兹省，西接奥布省，西南接科多尔省，东南接上索恩省，东临孚日省。
与瓦勒鲁瓦接壤的市镇（或旧市镇、城区）包括：法兰库尔、日莱、萨维尼、翁库尔。

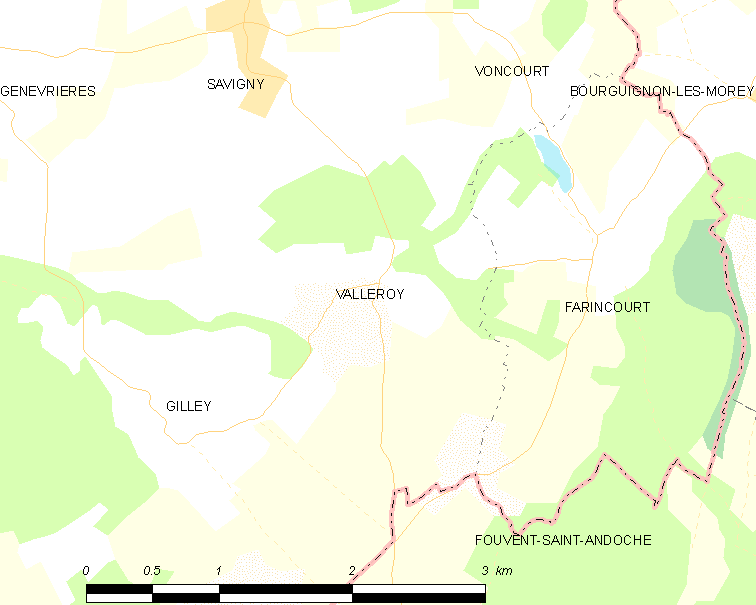
的OSM定位图

瓦勒鲁瓦的时区为UTC+01:00、UTC+02:00（夏令时）。

## 行政
瓦勒鲁瓦的邮政编码为52500，INSEE市镇编码为52503。

## 政治
瓦勒鲁瓦所属的省级选区为沙兰德雷县。

## 人口

1962-2008年间人口变化图示

瓦勒鲁瓦于2022年1月1日时的人口数量为24人。